# Macrobiotus shonaicus
Macrobiotus shonaicus (em japonês:  ショウナイチョウメイムシ) é uma espécie de tardigrada da família Macrobiotidae. Desde 2018 só é conhecido de sua localidade tipo: Tsuruoka, no Japão. A descrição da espécie foi publicada em 2018.